# Diospyros lycioides
Diospyros lycioides är en tvåhjärtbladig växtart som beskrevs av René Louiche Desfontaines. Diospyros lycioides ingår i släktet Diospyros och familjen Ebenaceae.

## Underarter
Arten delas in i följande underarter:
- D. l. guerkei
- D. l. lycioides
- D. l. nitens
- D. l. sericea